# Cónsul sufecto
Un cónsul sufecto (en latín: consul suffectus, de sufficere, "elegir", y en plural: consules suffecti), en la Antigua Roma, era un cónsul especial elegido en sustitución del cónsul ordinario (consul ordinarius) que fallecía, renunciaba o se le destituía antes de acabar su mandato anual, por lo que su gestión duraba solo unos meses.

## Historia
Los magistrados de la época romana eran elegidos por un año. Sin embargo, si un magistrado renunciaba o moría antes de que terminara su mandato, debería elegirse un sufecto en su lugar. No siempre se hizo esta sustitución, pues a veces, el cargo quedaba vacante, aun cuando faltaran varios meses para concluir el año de mandato. 
Durante la República romana esta situación se dio raramente. Esto cambió cuando el consulado básicamente perdió su importancia como instrumento para la conquista del poder estatal. Como el consulado era equivalente a la admisión en la nobleza, la carrera siguió siendo muy popular, incluso después de su decadencia y el fin de la res publica libera. Para los senadores lo que importaba no era tanto convertirse en cónsules, como ser excónsules, y los emperadores sabían cómo usar este hecho en su beneficio.
En el período imperial, los cónsules sufectos sustituían a los cónsules ordinarios después de seis, cuatro o dos meses de ejercicio del cargo, lo que llevó a tener más parejas de cónsules en solo un año. Esta costumbre se hizo particularmente frecuente durante los primeros años de los reinados de Domiciano (r. 81-96) y Trajano (r. 98-117). En otras ocasiones, los senadores que llegaron al consulado solo pudieron alcanzarlo gracias a la posibilidad de ser cónsul sufecto; como los casos del historiador Tácito, el escritor Plinio el Joven, el filósofo Séneca o el que sería emperador Septimio Severo. El 'Consulado Ordinario', que comenzaba el 1 de enero de cada año, seguía siendo el puesto más prestigioso. En principio, todos los cónsules (incluyendo los sufectos) adquirían el título "consular" después de finalizar su mandato y podrían asumir otros puestos apropiados a este rango, como la prefectura o la gobernación de las provincias senatoriales de Asia o África.
Hasta la época de Trajano, el segundo y tercer consulado sufecto otorgaba el derecho al título de consular. Hasta la época del emperador Septimio Severo (r. 193-211), los cónsules sufectos oficialmente todavía eran epónimos (por ejemplo, en los diplomas militares romanos, el año estaba datado por su nombre). Desde el comienzo del siglo III, los actos oficiales nuevamente se databan solo con los dos primeros cónsules, es decir, los ordinarios. Cuando unas décadas más tarde, el rango consular ya no era un requisito para alcanzar puestos importantes, el consulado sufecto, que ya no tenía ninguna función, perdió gran parte de su reputación, mientras que el consulado ordinario pudo mantener su prestigio. Sin embargo, los cónsules sufectos todavía existían en la Antigüedad tardía. 
El nombre del cónsul sufecto se añadía a la lista de cónsules de Roma como uno más, adquiriendo de inmediato la categoría consular. Se puede acceder a los cónsules sufectos que fueron claramente asignados a ciertos años en el cargo, a través de la lista de cónsules romanos (Fasti consulares).